# Trumpinne

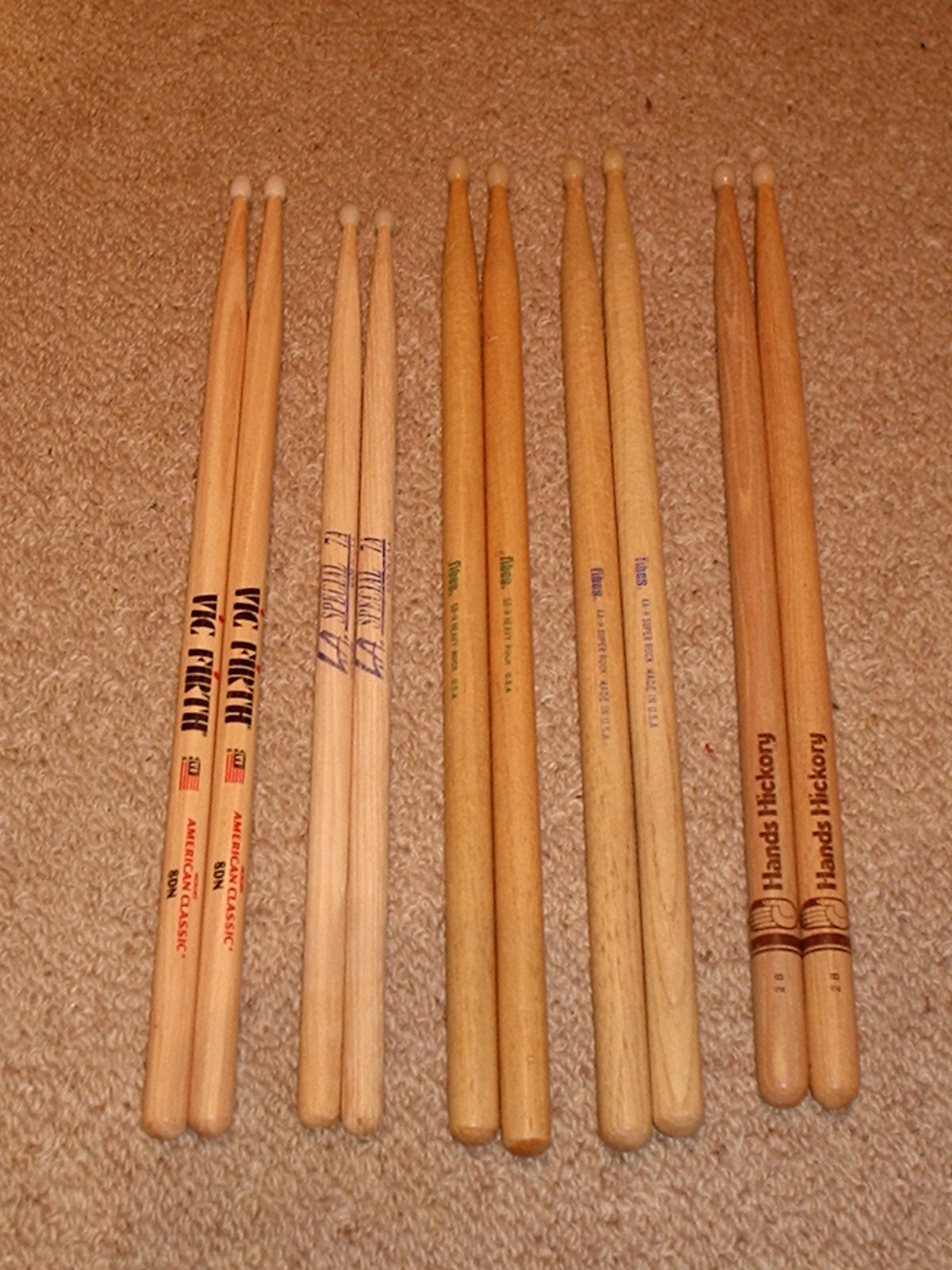
Trumstockar i storlekarna (fr.v.) 8DN, 7A, 5B, 4H, 2B

En trumpinne eller trumstock är en cylindrisk pinne, vanligen gjord av hickory-trä men finns även i ek eller lönn, som används för att spela på olika typer av trummor. Längst fram har trumpinnar oftast en liten knopp, druvan. Druvan kan vara täckt av nylon eller metall, vilket ger ett annat ljud än om man bara har en trädruva. Trädruvor deformeras även lättare än nylon eller metall. Det finns olika storlekar på trumpinnar, som till exempel 3A, X5A, 5B, 7A och 9A, där 3A är de grövsta och 9A är de tunnaste och X5A är de längsta. Några kända märken är Vic Firth, Pro Mark, Zildjian och Vater.
Trumpinnar är ofta matchade i par där båda pinnarna har samma vikt och egenresonans.